# Битка за Британију
Битка за Британију је једно од највећих бојишта у раној фази Другог светског рата. Ово је име којим се обично назива покушај немачког Луфтвафеа да стекне ваздушну премоћ над британским Краљевским ратним ваздухопловством, пре планиране поморске и ваздушне инвазије на Уједињено Краљевство (операција Морски лав). Ни Хитлер, нити немачки Вермахт нису веровали да је могуће извршити успешан амфибијски напад на британска острва док британска авијација не буде неутралисана. Секундарни циљеви су били уништавање производње авиона, и земљишне инфраструктуре, као и терорисање британског народа, са намером да се он заплаши и наведе да затражи примирје, или се преда.
Ова операција је представљала Хитлеров пораз. Британци су показали велике напоре, сналажљивост, храброст и одлучност да се не предају. Чињенице говоре да су Немци напали Британију са 2.600 авиона Луфтвафеа, 1.200 бомбардера, 280 обрушивача, 760 једномоторних ловаца, 220 двомоторних ловаца, 140 извиђачких авиона, заједно са Петом ваздушном флотом у Норвешкој која је бројала 190 авиона. Насупрот њих стајало је Краљевско ратно ваздухопловство, који је располагао са 1.171 авионом, што ловцима, што бомбардерима.
Битка за Британију увела је у речнике света нови глагол „ковентрирати“. Долази од назива града Ковентрија, који је Луфтвафе сравнио са земљом, заједно са 12 фабрика авио-индустрије у његовој близини.
Превласт у ваздуху над својом територијом РАФ дугује изузетном залагању људства, квалитетном и умешном употребом ловачке авијације, као и применом радарске технике у противваздушној одбрани. Уз све то, може се закључити да су Британци добили ову битку због интелигентних решења чланова Савета за ратно ваздухопловство, који су побили теорију „бомбардери ће се увек пробити“. Уверили су се да постоји одбрана од бомбардера, па су се усредсредили на градњу јефтинијих и флексибилнијих ловаца за чију је производњу било потребно много мање времена. Победа британског ваздухопловства у септембру присилила је Немце да дефинитивно одустану од инвазије на Уједињено Краљевство. Иако се не може са сигурношћу рећи да је битка за Британију била прекретница Другог светског рата, чињеница је да је имала политичку и војну тежину, јер је касније увелико допринела укупној савезничкој победи на Атлантику и у западној Европи.

## Немачки циљ и стратегија и британски одговори
Циљ који је зацртао Хитлер била је инвазија на Британију. Међутим, пре инвазије требало је припремити терен за инвазију. Пошто до инвазије никада није дошло, циљ и стратегија своде се само на наредбе Луфтвафеу.
Луфтвафеу је наређено да мора довести РАФ, морално и физички, у такво стање у коме он неће бити способан да изврши било какав значајнији напад на јединице које ће учествовати у инвазији. Непосредно пре планиране инвазије, Хитлер је понудио Черчилу (Винстон Черчил, британски премијер који је свом народу понудио „крв, зној и сузе“ као једини услов за остварење победе) шансу да склопи мир, што је овај одбио. Сматра се да Хитлер није ни сумњао да Черчил неће пристати на склапање мира, стога је хтео немачкој јавности да прикаже како Британци, тачније Черчил, желе да се рат настави.
Операција се дели у фазе, притом се овде узима подела Лена Дејтона (Len Deighton), запаженог британског историчара-публицисте, који је операцију поделио у четири фазе.

### 1. фаза: започиње у јулу
Након њеног почетка следило је месец дана напада на британске конвоје који су пловили уз обалу и месец дана ваздушних битака над Ламаншом. Немци су ову фазу назвали Каналкампф (борба у каналу), а пуковник Финк је постављен за заповедника ваздушних операција над Ламаншом. Његов задатак био је да учини Ламанш затвореним, недоступним за британске транспортне бродове. Да би то постигао, добио је под своју команду осим „Гешвадера“ (Geschwader) којим је и раније заповедао и две групе „Штука“ и групу ловачких авиона. Међутим, постојала је одлука да Луфтвафе не крене у напад пре него што сам Хитлер заповеди. Хитлер је одлучио да темпира ваздушни напад тако да снаге које буду учествовале у самој инвазији, затекну британску одбрану у стању исте онакве ошамућене парализованости какву је Луфтвафе успела да створи у Француској и Пољској.
Немачка рачуница била је једноставна. Ако Британци буду слали своје ловачке авионе да бране бродове, биће увучени у битку исцрпљивања, где су Немци сматрали да ће се Британци пре исцрпити. Са друге стране, ако Команда британске ловачке авијације не буде допуштала својим авионима да буду увучени у ту битку исцрпљивања, немачки бомбардери ће несметано потапати британске трговачке бродове.
Британски начелник министарства ратног ваздухопловства, сер Хју Даудинг (Sir Hugh Dowding), у своје најважније планове није увео одбрану трговачких бродова, па је упозорио министарство РАФ-а да се конвојима може пружати минимална одбрана из ваздуха, због повећаног ризика од губљења великог броја авиона, чиме се губи на укупној одбрани Британије (индустрија, градови, ...). Треба напоменути да у фази Каналкампфа британска радарска мрежа није још била веома делотворна, јер су ловци и бомбардери двеју немачких ваздушних флота могли узлетати на оперативну висину и сврставати се у формације изван домета британског радара. Лет преко Ламанша трајао је само пет минута, а Спитфајерима је требало петнаест минута да се дигну довољно високо, да би могли да нападну Немце. Након врло мало протеклог времена, постало је очито да Немци из дана у дан потапају све више британских бродова, па се повећао притисак на Даудинга.
Употребљавајући своју у ствари малу снагу, Финк је показивао велику вештину, док су својим акцијама сондирали, „испипавали“ британску одбрану, сазнавали колико јој времена треба да реагује, па су онда нападали приобалне конвоје, којих је у водама око југоисточне обале било пуно. По правилу су при тим акцијама ловци стајали у близини бомбардера (формације), али им је Финк допуштао да врше ловачке нападе у зони грофовије Кент, коју се називали Фрај-Јагд (Frei-Jagd).
Даудинг је на такве немачке акције реаговао прилично лукаво. Командант Парк (командант групе која је покривала југоисточну Енглеску) је слао против нападача на бродове само мале формације, док на Фрај-Јагде није уопште реаговао, допуштајући Немцима да их несметано обављају. На тај начин се чувала количина авиона и делимично бранили конвоји у Ламаншу. Касније су ти конвоји увелико пребачени према северу, према луци Ливерпул и другим.
У овом делу рата истакла се „Британска цивилна организација за поправке авиона“. Била је то врло делотворна организација која се бавила сакупљањем остатака оборених авиона, како немачких тако и британских, те авиона у квару који се нису могли поправити. Све што је сакупљено на тај начин послано је у одређене центре за топљење легура. На тај начин се штедело на новцу и времену. Подаци су задивљујући, установљено је да је након скупљања и топљења, поново полетело чак шездесет и један посто авиона.

### 2. фаза: „Адлерангриф“ (Adlerangriff) - Орлов напад
„Орлови напади“ почињу 15. августа 1940, с тим да су припреме обављене два дана раније.
Иако је ова фаза трајала нешто више од недељу дана, увелико је обележила даље догађаје битке за Британију. Немачка обавештајна служба је потпуно погрешно проценила британску комуникацију коју је прислушкивала. Проценили су да се британским ловцима управља са земље радио-телефонима, да су њихове формације везане за станице на земљи којима припадају, што значи да им је мобилност (покретљивост) ограничена, чак уз претпоставку да су станице на земљи делимично мобилне. Због тога су сматрали да не треба очекивати концентрацију јаких ловачких састава на одређеним тачкама и са кратком најавом. Била је то катастрофална грешка у расуђивању. У ствари, чињеница да немачка обавештајна служба није успела да протумачи значење британских порука, је била гора и штетнија него да их уопште није открила. Околност што су Немци поверовали да РАФ користи тако примитиван поступак радио контроле, подстакла је Луфтвафе на закључак да ће њени масовни напади имати као препреку само локалне саставе британске ловачке авијације.
РАФ се такође користио дешифровањем тајних порука Немаца, међутим, далеко успешније. На тај начин су сазнали од немачких метеоролошко-извиђачких јединица да не траже само општи извештај о времену, већ извештај о времену на тачно одређеним локацијама, другим речима сазнали су следеће немачке циљеве. Служба која се бавила дешифровањем порука у Британији се звала Вај сервис (Y Service).
Почеци напада друге фазе 15. августа, су кренули у самом почетку лоше за Немце. Метеоролози су дали погрешну прогнозу, уместо лепог времена, прогноза је била потпуно неповољна за авијацију, сумаглица с кишом. Остали дани протекли су такође са пуно великих промашаја Немаца. Додуше успели су да изненаде аеродром крај Друфилда и нанесу му огромну штету, такође су страдали аеродроми код Истчерча, Фарнбороуа, Одама, Детлинга и аеродром код Брајз Нортона где су погодили хангаре пуне горива и уништили 46 британских авиона, као и нека постројења авио-индустрије у другим деловима Енглеске. Међутим, на крају се успоставила рачуница да се Немцима то није превише исплатило, јер су имали огромне губитке. Сви наведени аеродроми били су од мале важности за Британце, јер су то већином били аеродроми Морнаричке авијације, која није превише учествовала у одбрани. Као главни циљ требало је поставити аеродроме и постројења Ловачке авијације, јер се практично само са њима борио Луфтвафе. Губици у овим операцијама резултат су лоших процена, неприпремљености и лоше комуникације. Све у свему гледајући, циљ ових напада биле су британске радарске станице, а успешност је оценио и сам Геринг који је закључио: „Сумњам да има смисла наставити нападе на радарске станице, јер се, ето, показало да ни једна од оних које смо до сад напали није избачена из функције“ .
На крају се испоставило да су највеће штете нанете Британцима биле од оних бомби које су промашиле циљ, али су, очито случајно, прекинуле далеководе, па су на неко време пореметиле функционисање радарских станица.

### 3. фаза: Напади на аеродроме 11. групе (24. августа до 3. септембра)
Немачки Луфтвафе је послушао Герингову директиву да спроведе „24-сатну“ офанзиву, офанзиву „од зоре до мрака и од мрака до зоре“. Због тога су и дању и ноћу нападали све делове Уједињеног Краљевства, шаљући понекад само један бомбардер. Луфтвафе је такође наставио, сталну дневну ваздушну активност изнад свог дела француске обале Ламанша како би спречио британске радаристе да открију када се у ствари формирају немачки састави који ће бити послати у напад. Често је, захваљујући тој тактици, правим нападачким саставима успевало да нападну циљеве на енглеској обали без икаквих губитака. Та тактика се у ствари није свиђала ниједној страни, ни Британцима ни Немцима. На пример, за састав од десет британских ловаца, који су узлетали да би напали десет немачких бомбардера, које је пратило десет ловаца, била би то борба у којој је противник, Луфтвафе, био бројчано двоструко јачи. Међутим, Немци су сматрали да у тој бици већу предност има противник, јер они морају истовремено да се боре са ловцима, којих има подједнако, и да пазе да се бомбардерима ништа не догоди.
Највећи успех у овој фази, Луфтвафе је остварио у нападу на Ливерпул, који је 25. августа 1940. нападнут се 150 бомбардера. Ливерпулска лука је претрпела велика оштећења, при чему је погинуло 470 особа. Осим Ливерпула нападнута је и фабрика Спитфајера крај дворца Бромич у Бирмингему, аеродроми у Кенлију, Бигин Хилу, Тангмеру, Шораму и Норт Вилду, и фабрика Викерс Армстронг у Бруксланду.
Све у свему, ова фаза је до тад била најуспешнија за Немце, остварили су највише зацртаних циљева, успели су да прекину британске радио везе, помоћу чега су неке нападе извршили без губитака и што је тада било најважније, срушили су највећи број британских ловаца који су им задавали највише проблема.

### 4. фаза: Почевши од 7. септембра, дневни напади концентришу се на Лондон
Адолф Хитлер је првобитно забранио ваздушне нападе на Лондон. Међутим, након првог напада, који је извршен у ноћи између 24. и 25. августа, бомбардери РАФ-а су наставили бомбардовање Берлина. Хитлера је то наљутило у довољној мери да ублажи свој вето, и да га, у ствари, сасвим укине, допустивши да започну напади на само средиште Лондона.
„У великој формацији коју је Геринг надгледао налазило се готово 1000 авиона Луфтвафеа, од тога је сваки трећи био бомбардер. Формација се чинила као огромни црни олујни облак, јер је била висока готово две миље, а заузимала је простор од отприлике 800 квадратних миља“. Овако је Лен Дејтон описао почетни напад Луфтвафеа, који је био концентрисан на сам центар Лондона 7. септембра. Данас се у неким књигама наводи као (срећна) околност да је британска обавештајна служба ухватила и прочитала поруке послате преко Енигме које су омогућиле Британцима да обавесте Даунинга и Парка о намерама Немаца. Међутим, први напад Немаца успео је скоро у потпуности, тако да је лучки део Лондона, који је 7. септембра био слабо брањен, тешко оштећен. Накнадно се сазнало да су Немци у том нападу тестирали ХЕ бомбу која је тежила чак 1800 килограма. Након овог напада поставило се питање зашто је одбрана прекасно реаговала, ако се помоћу Енигме сазнало да Немци спремају већи напад. Једноставно испада да челни људи РАФ-а нису веровали да је Лондон мета напада, иако су били упозорени да је то лако могућа чињеница.
Операција Немаца 9. септембра је, супротно оној 7. септембра, заустављена тако добро да ниједан немачки бомбардер није успео да погоди циљ.
Убрзо се завршило лето, време је почело да се квари, што увелико утиче на авијацију. Немци су извршили неколико успешних напада захваљујући томе што су долетели изнад својих циљева, а да их противник, због лошег времена није ни приметио. Будући да нису наишли на отпор, Немци су посумњали да РАФ једноставно више нема авиона. Забележено је да су сутрадан у нападу видели како се против њих уздижу РАФ-ови авиони, при чему је један немачки пилот узвикнуо „Ево их, долазе, последњих педесет Спитфајера!“. Свесно или не, Немци нису били далеко од истине, РАФ је тих дана располагао са свега 80 Хјурикејнова и 47 Спитфајера. Међутим, овај податак само показује колико су вешто Парк и Даунинг убацивали авионе у битку. Треба напоменути и лорда Бивербрука (lord Beaverbrook) који је био постављен за министра ваздухопловне производње. Бивербрук је за време рата имао „једноставан“ задатак, да произведе што више авиона, не обазирући се на постојеће процедуре. Свој посао је толико добро обављао, да је од средине рата па надаље, успео да производи двоструко више авиона од Немаца.
Команда ловачке авијације РАФ-а није освојила превласт над небом Уједињеног Краљевства. Немачки Луфтвафе је још дуго после 9. септембра даноноћно бомбардовао Британију. За ваздушни простор изнад Ламанша и јужне Енглеске и даље су се водиле жестоке борбе. Међутим, Немци су планирали да се упусте у инвазију само задобију апсолутну ваздушну премоћ на том сектору, али је они никада нису добили.
Британска тајна служба је успела да ухвати тајну поруку која се тиче инвазије и немачке морнарице. Немачка ратна морнарица је поставила услове, који нису били испуњени, да море у Ламаншу не сме бити узбуркано (а метеоролози су предвиђали лоше време) и да се мора постићи превага у ваздуху над Ламаншом, па је одлучено да се инвазија одложи до даљег.
Немачки пилоти су водили нападе по ноћи још на почетку битке. Међутим, најзначајнија ноћ била је она 7. септембра. Немачким пилотима те ноћи нису били потребни уређаји за навођење помоћу радија, ни маркери за означавање циљева. Читав источни део Лондона претворио се у огромно пламено језеро, које се могло видети са велике удаљености и практично је водило немачке пилоте до циља. Бомбардери су се вратили и следеће ноћи, а онда су долазили 76 наредних ноћи узастопно.
Касније је Черчил написао у својим мемоарима: „Лондон је био као нека велика праисторијска животиња, која је способна да поднесе најстрашније повреде, а да ипак, изуједана и крварећи из безброј рана, остане жива и способна да се креће“. Британци су паметно одговорили на овакве нападе, постављањем великих пламтећих ломача на пољанама, где је могућа штета бити минимална. Немачки пилоти су насели на клопку и бомбардовали безначајна подручја, чиме нису ништа постизали.
Британци су се у међувремену бавили ометањем Икс-Герета (X-Gerät), немачке јединице за комуникацију. Слали су сигнале за ометање, а да нису знали колико је у ствари ефикасна таква противмера. У ноћи између 14. и 15. новембра, Британци су добили веома неугодну, индикацију шта то у пракси може значити. Једна мала грешка у погађању модулација била је потпуно довољна да Немци уоче разлику између свог, оригиналног сигнала и сигнала за ометање. Узевши то у обзир, Луфтвафе, тачније Борбена група 100, пронашла је у мраку Ковентри тачно „у длаку“ и бацила на град 1000 пожарних бомби, после чега су долетела три таласа бомбардера. Због овог промашаја Британаца, Черчила су касније оптуживали да је свесно жртвовао Ковентри да се не би компромитовала Ултра (операција преко кога су Британци сазнали да се спрема велико бомбардовање Ковентрија, али становништво о томе није обавештено).
Велика Британија је у априлу 1941. коначно добила битку. Додуше, Хитлер је због неуспеха да се циљ оствари у времену од шест месеци, стопирао операцију „Морски лав“ и повукао већи део ваздушних снага према Русији. Стручњаци сматрају да је пресудна била чињеница да је Луфтвафе у овој бици изгубио превише авиона, а уз то није ништа остварио. Рок од шест месеци је очито било ублажавање пораза, измишљено ради немачке јавности и морала војника. Стопирање операције је подразумевало да ће се она „обновити“, али тек након пада Совјетског Савеза. Међутим, како Совјетски Савез никада није пао, тако ни операција „Морски лав“ никада није „обновљена“.

## Оружја

### Луфтвафе
Месершмит Bf 109 је изумео Вили Емил Месершмит. Месершмит је конструисао између осталог запањујућу збирку модела и типова: од катастрофално лошег двомоторног ловца "Ме 210" и оправдано названог шестомоторног авиона "Гигант", до јединог ракетног ловца који је учествовао у Другом светском рату, популарног "Комета", те до млазног ловца "Ме 262", сасвим сигурно најбољег и најкориснијег ловачког авиона који се борио у Другом светском рату. Исто онако како је Сидни Кем употребио свој двокрилни ловац Хокер фјури као темељ за пројектовање Харикена, Вили Месершмит је као полазну тачку употребио један свој раније коришћен модел. Међутим, тај авион, Месершмит Бф 108 Тајфун, био је цивилни једнокрилац, то јест врло лаган четвороседни туристички авион. За разлику од Британаца, Месершмит није располагао моторима који су се могли упоређивати са Ролс Ројсовим Мерлином, који је био уграђен у Спитфајера и Хјурикејна. Ипак, он је успео да пројектује најмањи, најлакши и, у аеродинамичном погледу, најефикаснији костур у који се могао угурати мотор Јумо. Касније је Јумо ипак замењен Дајмлер-Бенцовим мотором 610А, који је био 200 kg тежи, али је производио 400 КС више. Године 1940. је Месершмит Бф 109 био за длаку бољи од Харикена и једнако добар као Спитфајер, међутим касније је британска авио-индустрија претекла немачку.
Треба знати да су ова три авиона, одиграла главну улогу у бици за Британију, јер се битка углавном водила у ваздуху. Упркос томе ваљало би поменути још и: Хајнкел He 111, Јункерс Ју 88А (Штука), Дорније До 17З, Дорније До 215, Јункерс Ju 87B, Месершмит 110,...
Када се гледа на људство (пилоте), Немци нису оскудевали у пилотима и летачком особљу. Годинама су из школа летења излазили пилоти темпом од 800 нових месечно. Осим тога, висок постотак немачких посада стекао је велико искуство летећи у борбеним условима у Шпанији, Пољској и Француској. Немачка борбена тактика била је искушана и проверена у пракси, а њихова летачка вештина неупоредиво већа од вештине пилота РАФ-ових ескадрила.

### Краљевско ваздухопловство
Спитфајер Године 1928. компанију за градњу авиона "Супермарин Еркрафт” (Supermarine Aircraft Company) купио је дивовски концерн Викерс (Wickers), па је тако створена фабрика "Викерс-Супермарин” (Wickers-Supermarine Company). Многи историчари су писали (и још пишу) да је Спитфајер у ствари био авион конструисан приватним средствима који је тако импресионирао стручњаке Министарства ваздухопловства да су подстакнути тиме, донели спецификације које су биле тако срочене да су Спитфајеру пристајале као рукавица руци. То једноставно није тачно. Права прича је мање драматична, али је зато много сложенија. Започиње спецификацијом Министарства ваздухопловства Ф.7/30, коју је оно донело 1930. године и која је уједно покренула и процес настанка ловца Хокер харикен. Спитфајер је био једнокрилац доста чудног изгледа, са крилима сличним галебовим, отвореном пилотском кабином и фиксним стајним трапом. Петог марта 1936. је полетео прототип Спитфајера. Међутим, у то време је био прилично далеко од коначног циља. Још нису била конструисана елиптична крила, која ће бити кључ Спитфајерових перформанси. А и када су коначно конструисана елиптична крила, било је очито да ће њихов заобљен облик представљати велике проблеме за конструкторе алата за њихову серијску производњу, те да ће до испоруке првих Спитфајера доћи касније него до испоруке првих Хјурикејна. Овде се појавио још један проблем, наиме фабрика Викерс-Супермарин није била довољно велика за испоруку прве, скромне, испоруке од чак 310 авиона, па је производња била препуштена кооперантима. Једна компанија преузела је производњу врхова крила, друга је производила нападне ивице крила, трећа носач мотора итд. Спитфајер је имао на предњем делу решеткасту кутију за мотор, у средини монокок, а на крају секцију која се могла одвојити и којој су задња два ребра била издужена према горе и претварала се у вертикални стабилизатор. Главно ребро крила, конструисано у слојевима, поседовало је механичку чврстоћу опруге. У елиптичном крилу било је места за осам митраљеза, два сандука за муницију и отворе за избацивање истрошених метака. Задњи део трупа се помоћу два носача продужује у реп, што целом склопу даје већу интегралну чврстоћу. Поклопац пилотске кабине био је тако дизајниран да је пилот имао изврсну видљивост у свим смеровима, а на ветробрану је имао и ретровизор. Занимљив је и податак да је крило Спитфајера, у које су стала четири тешка митраљеза, било тање од крила Месершмитовог ловца. Тек много година касније, када су се брзине авиона драстично повећале, детаљна наутичко-техничка истраживања, која су тада постала могућа, показала су да је Спитфајерова конструкција тада била далеко испред свог времена.
Хокер харикен настао је као једнокрилна варијанта "Хокер фјурија” (Hawker Fury). Био је, барем што се тиче структуралних делова, једнако конструисан. Костур трупа био је од металних цеви спојених и причвршћених жицама, око којих је монтиран дрвени оквир преко којег је било натегнуто платно. У почетку чак ни крила нису била метална него платнена, метална су дошла касније, али пре него што је почела производња. Хјурикејн је био на пола пута између старих двокрилаца и нових Спитфајера, али је тај тип конструкције ипак имао очигледних предности. Крхкотине од граната противавионске артиљерије и топова непријатељских авиона, од којих су настајала страховита оштећења на металној оплати авиона, деловале су мање разорно на авионе решеткасте грађе. Из истог разлога често се догађало да бомбе бачене из авиона нису могле да погоде радарске торњеве. Хјурикејн је иначе, био веома велик авион за тадашње појмове и мерила. Иако су Хјурикејн и Фјури били авиони истог произвођача Хокер (Hawker) и премда су многи делови тих авиона били исти, једнокрилац Хјурикејн је био много већи од двокрилца Фјурија. Треба напоменути још нешто: РАФ је имао веома мало људи који су били способни да схвате веома сложене проблеме конструкције са носећом металном оплатом, али су његови механичари провели читав живот сервисирајући и поправљајући авионе сличне Хјурикејну. Зато, кад су једном почеле праве борбе, велик број озбиљно оштећених Хјурикејна је поправљен без проблема у хангарским радионицама које су се налазиле уз саме аеродроме.
Радар године 1934. је направљен у Ромни Маршису (Romney Marshes) први импровизовани радар који имао опсег свега 13 km. Међутим, прича вуче корене још раније. У раздобљу од 1876. до 1903. три изума су изменила свет драстичније него било које раније достигнуће. Прво је доктор Ото конструисао плински мотор, који ће касније, 1885, усавршити Дајмлер тако да се користио као погон за возила на точковима. Само две године након овог проналаска, 1887. Херц је претворио електричне искре у електрични талас, а Маркони је помоћу електричних таласа 1897. послао бежичну поруку девет миља далеко. Мотор на унутрашње сагоревање, авион и радио изменили су ратовање, више него некад барут и пара. Међутим, употребом сва три проналаска у 20. веку добијена је само једна битка, битка за Британију.
Херцов изум је усавршен у радио-телефон, направу која је омогућила пилоту-ловцу да разговара са контролом на земљи и са другим ловцима. Усавршавањем Херцовог изума добијен је и ХФ/ДФ уређај (High Frequency Direction Finding)- откривање смера помоћу високофреквентних таласа. Радар је касније све више усавршаван, па је постајао све прецизнији и добијао већи опсег. Назив „радар" измислила је Америчка ратна морнарица, која је касније себи приписивала Херцов изум. Међутим, то једноставно није тачно. Прави проналазачи радара су Енглези, само што је до његовог потпуног усавршавања дошло мешањем знања о радару Јапанаца, Немаца, Американаца, и наравно Енглеза. Битно је нагласити да су та сазнања опет најбоље искористили Енглези и изумели најделотворнији радар, барем што се тиче релације земља-ваздух. Енглези су такође имали и најразвијенији састав радарске мреже, географски положај и облик обале који су погодовали већем опсегу радара. Неки тврде и да је радар у суштини спасио Британију од пораза, што није нетачно, међутим није ни коначна истина.
Занимљиво је споменути како су и Лондон и Берлин тврдоглаво веровали да супротна страна не зна ништа о технологији радара, иако је постојала сва сила доказа да је тај став потпуно погрешан. Нпр. Немци су из Француске могли да виде радарске торњеве код Довера. Није постојала никаква могућност да се сакрију, маскирају, или камуфлирају у нешто друго, јер су то били дивовски метални торњеви. Осим тога не смемо да заборавимо још једну чињеницу, а то је да су Немци над њима летели и морали су се замислити и запитати чему служе.
Радар је по свему судећи одиграо врло важну улогу у бици за Британију. Олакшавао је РАФ-у посао, и омогућавао бржу реакцију против немачких напада. Радар је био електронски пас чувар Енглезима, који је могао издалека да открије непријатељске авионе (или бродове)- чак и у тами, облацима и магли. Стога се са правом може рећи да је један од кључних чинилаца немачког неуспеха или британског успеха.

## Енглези и Лондон током рата
Становници Лондона су за време бомбардовања града преселили болнице и пијаце у подземну железницу. Чак су биле организоване просторије у подземним железницама где је на сигурном могло да преноћи и до 500-600 особа по једној просторији. Већина британских министарстава преселила се или на север земље или у подземну железницу, из којих се у суштини водила одбрана Британије. Куће у Лондону су постале извиднице за противавионску одбрану. Становници Лондона су увелико помагали војсци при постављању великих баражних балона у облику цепелина над Лондоном, који су служили као одбрана од Луфтвафеа. Уколико би авион ударио у баражни балон, срушио би се или експлодирао.
Организоване су и јединице цивила које су учествовале у помагању при извлачењу рањених из рушевина зграда.
Британци су децу масовно слали на север земље, делимично и пре саме битке, када су схватили да су последња слободна земља западне Европе и када је постало јасно да им рат „куца на врата“. Овај потез је био логичан и смислен, пошто децу нису могли да користе ни у једном потребном занату, а у градовима на југу земље деца су била само „лака мета“. Додуше, и за њих се у најкритичнијим тренуцима нашао посао користан за РАФ и војску, али ти послови нису били физички захтевни, наравно радило се о деци одређене доби, од 12 година на даље.

## Хитлер и операција „Морски лав“
Хитлер је сматрао да ће се Британци предати без борбе, да ће потписати мир који им је он понудио. Винстон Черчил је то наравно одбио, што је касније Хитлер у Рајхстагу (Reichstag-немачком парламенту) приказао као да Британци желе рат против Немачке.
Код самог уласка у рат, Хитлер је дао један сасвим немогућ услов својој војсци. Требало је освојити Британију у само шест месеци. Међутим, то и не изгледа тако немогуће, ако је у свега 11 месеци освојио скоро целу Европу без и једног пораза. Ипак ту причи није крај. Хитлер је покренуо операцију против Британије, коју је, како неки кажу, сматрао „игрицом“ за Луфтвафе. Неки стручњаци тврде да њега Британија није ни занимала. Када се боље погледа, Велика Британија је била потпуно изолована земља западне Европе која му уопште није представљала опасност. Британија није могла сама напасти Хитлера јер није имала никакве услове за то, и то су сви знали. Хитлер је Герингу задао тако кратак рок за освајање Британије, због тога што су његове мисли биле окренуте само према Совјетском Савезу. Испада да је размишљао на начин да ако се Британија освоји, онда одлично, а ако не, ником ништа. Међутим то су само логичке претпоставке историчара, које не морају бити тачне. У обзир треба узети и то да постоје некакви докази о Хитлеровој незаинтересованости. Ти докази нису баш чврсти и можда су погрешно интерпретирани. Можда је и Хитлер, који је познат као вешт и сналажљив говорник, почео да показује знакове незаинтересованости када је почео да губи ваздушну битку. Уколико то није истина, онда се неуспех Немаца заиста мора узети као прекретница рата. Наиме, Британци су први доказали да се Хитлер може зауставити, што није успело ником пре.

## Закључак
Битка за Британију представља први Хитлеров неуспех. Луфтвафе није успела да избори ваздушну премоћ на небу изнад Британије, што је био један од главних услова који су морали да буду испуњени да би се кренуло у реализацију Операције „Морски лав“.
Британци су на почетку Битке за Британију били значајно слабији од Немаца. Мање ратне технике, мање искуства, мање радне снаге, мање војне снаге, мање сировина, били су изоловани (осим морским путем према САД), њихови доминиони нису били у стању да им шаљу потребну помоћ. Међутим, и поред значајне предности коју је имало, немачко ратно ваздухопловство није успело да уништи ловачку команду РАФ. О околностима које су довеле до оваквог исхода Битке за Британију постоје различита мишљења. Према неким историчарима Хитлер није имао намеру да покори Британију. У корист овој теорији сведочи неколико историјских чињеница међу којима се нарочито истиче чувени прелет једног од најутицајнијих људи нацистичког режима и блиског хитлеровог сарадника Рудолф Хеса у Британију. Иако се нацистички режим, након овог догађаја, одрекао Рудолфа Хеса под изговором да је ментално оболео, верује се да је он био на тајном задатку отпочињања преговора са Енглеском. Осим ове, често се спомиње и чувена Хитлерова наредба којом је зауставио напредовање немачких оклопних јединица током битке за Француску, чиме је омогућио евакуацију комплетног Британског експедиционог корпуса и још око 160.000 француских војника из Денкерка на британско острво.
Осим ове теорије, о којој се у недостатку конкретних доказа може само шпекулисати, историчари се углавном слажу да је кључну улогу у оваквом исходу битке имала одлично организована британска одбрана која је почивала на мрежи радарских станица распоређених дуж обале Ламанша. Ове радарске станице, у комбинацији са изванредним ловцима Спитфајер и Харикен са којима је располагала Ловачка команда РАФ, свакако су значајно допринеле британској победи. Притом се не сме изгубити из вида да су Британци до почетка Битке за Британију успели да разбију немачку војну шифру захваљујући томе што је један примерак немачке шифарске машине Енигма заробљен и допремљен у Британију. Захваљујући томе, Британци су углавном, унапред били упознати са свим немачким ратним плановима. Неуспех Немаца може се приписати и одличној британској стратегији као и маштовитим ваздухопловним командантима који се нису либили да у борби против немачког ваздухопловства примењују нова тактичка решења и лукавства. Британцима је на руку ишла и чињеница да је Луфтвафе, у тренутку када је константним нападима на британске аеродроме замало уништила британску Ловачку команду, била принуђена да промени тактику. Наиме, један, са стратешке стране крајње безначајан напад британских бомбардера на Берлин, разбеснео је Хитлера који је наредио Герингу да Луфтвафе сравни Лондон са земљом. Упркос великим људским жртвама, ова промена тактике омогућила је британској ловачкој команди да се опорави и попуни губитке у људству и авионима. Осим тога, изузетно мали оперативни радијус дејства главног немачког ловца Месершмит Ме-109Е, као и чињеница да су се погођени немачки пилоти спасавали искакањем над непријатељском територијом, због чега нису били у могућност да се врате у своје јединице и наставе са борбом, значајно су утицали на борбену способности Луфтвафе, која после Битке за Британију више није била у могућности да лансира успешну кампању стратешког бомбардовања.
Битан податак је да је Луфтвафе на почетку операције био технички троструко јачи од РАФ-а.
Једина страна у којој су Британци били јачи од Немаца, била је морнарица. Окршаји на мору углавном су се састојали од појединачних обрачуна без већих поморских битака. Немачке подморнице су биле веома активне у водама око британског острва док је британска краљевска ратна морнарица имала апсолутну доминацију на морској површини. Све у свему, поморски рат није био ни „сенка“ ваздушном рату, уосталом није утицао на операцију ни за једну ни за другу страну.
О томе да ли је Британија добила битку, такође се може расправљати. Немци су се повукли из операције због отварања фронта на истоку. Британци су остварили неутралност у ваздушном простору над Ламаншом, али нису њиме владали. Међутим, жељени циљ је био постигну. Знали су да до инвазије неће доћи уколико Луфтвафе не оствари премоћ у ваздуху. Било је тренутака када је РАФ могао да изгуби рат, али Немци то опет нису искористили. РАФ је водио успешну одбрану, користио свакаква решења како би спречио штету на земљи, али никада није нападао. У пар случаја Черчил је заповедао бомбардовање Берлина, и неких других градова, али је то било по принципу „напад је најбоља одбрана“. Стога, да ли је победа права реч којом се може описати британски успех, о томе се може расправљати, али свакако иде у корист Британаца.
Битку за Британију ваља сагледати и са ове стране: у Британију су избегле владе многих покорених земаља. Те владе су из Енглеске шириле отпор према фашизму, колико је то било могуће, што је значајно допринело паду Немачке. У Енглеску је побегао и сам Шарл де Гол (Charles de Gaulle) који је касније окупио француске јединице из доминиона и оне који су се спасиле заједно с њим код Денкерка (Dunkerque). Из Уједињеног Краљевства је касније почела операција „Дан Д“, савезничко искрцавање на тло Европе, које је пресудило Немачкој. Да је Британија доживела пораз, могли би се питати шта би било са северном Африком и Суецким каналом. Преко Суецког канала Хитлер је могао освојити Блиски исток, који је пун нафте, а затим наставити према северу ка Кавказу. То се можда и не би догодило, али је свакако постојала та могућност да се британске јединице изван домовине, након њене (евентуалне) предаје или пораза, предају силама Осовине чиме би се отворила бројна друга питања која су била могућа, а која би погодовала само Хитлеру и Немцима.